# 濱川勝彦
濱川 勝彦（はまかわ かつひこ、1933年12月4日 - 2017年9月24日）は、日本近代文学者。奈良女子大学・神戸女子大学名誉教授。

## 経歴
兵庫県神戸市生まれ。1956年京都大学文学部国文科卒。三重県立上野高等学校教諭を務める。1970年松蔭女子学院大学助教授、1975年京都女子大学助教授、のち教授、1985年奈良女子大学教授、1997年定年退官し、名誉教授となり、神戸女子大学教授、2004年退任、名誉教授。
中島敦、梶井基次郎など、昭和初年の作家を研究した。
2017年9月24日、敗血症のため死去。83歳没。

## 著書
- 『中島敦の作品研究』明治書院 1976
- 『梶井基次郎論』翰林書房 2000
- 『論攷横光利一』和泉書院 2001

### 共編著
- 『近代文学思潮史 大正篇』堀井哲夫共編 桜楓社 1977
- 『鑑賞日本現代文学 第17巻 梶井基次郎・中島敦』編 角川書店 1982
- 『詳説日本文学史 改訂版』大槻修共著 数研出版 1993
- 『丹羽文雄と田村泰次郎』半田美永,秦昌弘,尾西康充共編著 学術出版会 2006

## 論文
- <濱川勝彦